# Albert Lin
Albert Lin (Californië, 22 maart 1981) is een Amerikaans wetenschapper, technoloog en ontdekkingsreiziger. Hij is tevens gekend als producent en presentator van filmdocumentaires waarbij hij op zoek gaat naar verloren steden en beschavingen. Bij die activiteiten maakt Lin gebruik van de modernste technologische hulpmiddelen om verborgen constructies te visualiseren.

## Levensloop
In 2008 behaalde Lin een doctoraat in de wijsbegeerte, materiaalwetenschappen en techniek aan de Universiteit van Californië - San Diego.
In 2015 was hij medeoprichter van het onderwijsplatform Planet3 Inc. 
Vanaf 2019 is hij co-producer en presentator van de documentairereeks 'Lost Cities with Albert Lin' die onder meer op National Geographic verscheen.
Hij speelt gitaar en is een actief surfer en klimmer. Zijn midden-naam 'Yu Min' vertaalt als 'burger van het universum'.

## Technologie
Albert Lin is gekend voor het gebruik van hoogtechnologische technieken om verdwenen beschavingen in kaart te brengen. Hierbij maakt hij onder meer gebruik van lidar, satellietfoto's, drones en grondpenetratieradar (GPR). Met behulp van Lidar werden tienduizenden extra Maya gebouwen in Belize, Guatemala en het Mexicaanse Yucatan ontdekt. Hierdoor werden oude schattingen van de historische stedelijke en totale Mayabevolking verhoogd. Voor sommige steden betreft dit een factor 3 of 4.

## Waarderingen
- 2009 National Geographic’s Adventurer of the Year voor zijn 'Valley of the Khans' project.[1]
- United States Geospatial Intelligence Academic Achievement Award.
- Explorer’s Club’s Lowell Thomas Medal.
- 2014 de jongste ontvanger van de Nevada Medal voor uitzonderlijke verwezenlijkingen in wetenschap en engineering.[2]

## Triva
Op 26 September 2016 was Lin betrokken in een ongeluk met een open wagen. Hierbij werd zijn rechteronderbeen versplinterd en diende dit tot aan de knie geamputeerd te worden. Sindsdien loopt hij met een beenprothese die hem niet verhindert te sporten of op expeditie te trekken in onherbergzame gebieden.